# Provinca María Trinidad Sánchez
María Trinidad Sánchez (španska izgovarjava: [maˈɾi.a tɾiniˈðað ˈsantʃeθ]) je provinca Dominikanske republike. Do leta 1959 je bila del skupne province s provinco Samaná. Poimenovana je po odlikovani vojakinji iz Vojne za neodvisnost Dominikanske republike, ki je bila tudi prva ženska, ki jo je zaprl in kasneje usmrtil diktator Pedro Santana.

## Občine in občinski okraji
Provinca je bila 20. junija 2006 razdeljena na naslednje občine in občinske okraje (D.M.-je):
- Cabrera
  - Arroyo Salado (D.M.)
  - La Entrada (D.M.)
- El Factor
  - El Pozo (D.M.)
- Nagua
  - Arroyo al Medio (D.M.)
  - Las Gordas (D.M.)
  - San José de Matanzas (D.M.)
- Río San Juan

Spodnja tabela prikazuje števila prebivalstev občin in občinskih okrajev iz popisa prebivalstva leta 2012. Mestno prebivalstvo vključuje prebivalce sedežev občin/občinskih okrajev, podeželsko prebivalstvo pa prebivalce okrožij (Secciones) in sosesk (Parajes) zunaj okrožij.
| Občina                          | Skupno  | Mestno prebivalstvo | Podeželsko prebivalstvo |
| ------------------------------- | ------- | ------------------- | ----------------------- |
| Cabrera                         | 24,218  | 9,740               | 14,478                  |
| El Factor                       | 20,148  | 10,072              | 10,076                  |
| Nagua                           | 79,420  | 50,041              | 29,379                  |
| Río San Juan                    | 16,998  | 12,443              | 4,555                   |
| Provinca María Trinidad Sánchez | 140,784 | 82,296              | 58,488                  |

Za celoten seznam občin in občinskih okrajev države, glej Seznam občin Dominikanske republike.  